# Photology
Photology è un'azienda italiana fondata nel 1992 con diverse attività nel settore della fotografia d'arte: una serie di gallerie d'arte fotografica in varie località internazionali, una casa editrice specializzata, un servizio di gestione di archivi fotografici e diritti d’immagine, una organizzazione istituzionale per la realizzazione di mostre pubbliche e infine una piattaforma digitale per mostre d'arte fotografica online.

## Gallerie d'arte fotografica Photology
Sin dal 1992 Photology ha stabilito le proprie attività in città e luoghi particolarmente sensibili all’arte moderna e contemporanea, nei quali svolgere un intenso lavoro di conoscenza e diffusione dei fotografi rappresentati. Molti di essi hanno lavorato in esclusiva su progetto attraverso residenze d’artista, esponendo spesso per la prima volta. 
Photology in oltre 30 anni di attività ha realizzato oltre 350 mostre d'arte fotografica per collezionisti d'arte fotografica nelle seguenti sedi:
- Italia > Milano - Via Moscova 25, Brera (1992-2015) Nella splendida cornice di Brera, ha aperto nel dicembre 1992 la prima Galleria Photology. In totale sono 97 le mostre personali realizzate, tra cui le anteprime assolute per collezionisti italiani di David LaChapelle, Irving Penn, Herb Ritts, Bruce Weber, Peter Beard, Richard Misrach, Manuel Alvarez Bravo, Malick Sidibe, Ron Galella, Edward Weston, Bettina Rheims, Larry Clark, Alexander Rodchenko, Gregory Crewdson, Robert Mapplethorpe, Ansel Adams, Luigi Ghirri, Ettore Sottsass, Gian Paolo Barbieri, Mario Giacomelli e molti altri. Inoltre, nelle 26 mostre collettive curate secondo temi culturali d’avanguardia, sono apparse per la prima volta al pubblico opere fotografiche di Steven Meisel e David Seidner (Supreme Shots, 1993), Wolfgang Tillmans e Rineke Dijkstra (Colorealismo, 1996), Nancy Burson e Orlan (Cyberealismo, 1997).
- UK > London - Lichtifield Street, Covent Garden (1997-2000) Nel centro di Londra, nel pulsante quartiere culturale di Covent Garden, è nata nel 1997 Photology London, da una joint venture con l’editore Zwemmer. Lo spazio, a pochi metri da The Photographers Gallery, il primo centro per la fotografia in Europa, ha presentato 8 mostre personali, tra cui le anteprime assolute per collezionisti nel Regno Unito di Diane Arbus, Larry Clark, Andres Serrano, Nobuyoshi Araki, Edward Weston.  Nell’estate del 1998 la mostra di Serrano batte qualsiasi record di affluenza per una galleria di arte contemporanea in UK con 18.000 visitatori. Altre 2 mostre collettive vengono allestite entro il 2000, di cui una con opere fotografiche vintage della dolce vita romana, tra le quali preziose rarità di Marcello Geppetti e Tazio Secchiaroli, e l’altra sull’avvento dell’era digitale con opere degli artisti emergenti Inez Van Lamsweerde e David LaChapelle.
- Italia > Noto - Tenuta Busulmone (2013-oggi) Nella culla dell’arte Barocca, dal 2013 ad oggi, sono innumerevoli gli spazi e gli eventi pubblici e privati che contornano le attività culturali del Comune di Noto. Dallo spazio Photology di Via Carducci fino a quello ricavato all’interno di Tenuta Busulmone, sono 10 le mostre personali fino ad oggi organizzate, tra cui le anteprime assolute in Sicilia di Tazio Secchiaroli, Andy Warhol, Timothy Greenfield Sanders e Mario Cresci.  In aggiunta e in collaborazione con curatori internazionali, sono state presentate inoltre 5 esposizioni collettive con innovative opere fotografiche e video di Vik Muniz, Elisabetta Benassi, Ettore Sottsass e Gregory Crewdson.
- Uruguay > Pueblo Garzon - Punta del Este (2014-2020) In Uruguay, in una natura aspra e sconfinata ove si abbracciano in armonia elementi come vento, acqua, terra e cielo, sorge l’antico villaggio di Pueblo Garzon: 60 piccole piccole casette dell’800 e 160 abitanti, senza calcolare i tanti cani e gatti. Gauchos a cavallo che si mischiano con qualche straniero che qui ha creato il suo buen retiro, seguendo le sorti di un cuoco stellato locale, Francis Mallmann. Una destinazione agroalimentare arricchita con l’insediamento di Bodega Garzon del magnate argentino Bulgheroni.  Qui nasce nel 2014 Photology Garzon che ha all’attivo fino ad oggi 9 mostre personali (tra cui le anteprime assolute in Sud America di Helmut Newton, Carlo Mollino, Martin Parr e Allen Ginsberg) e 3 collettive, tra cui la presentazione di una collezione di opere fotografiche vintage dagli archivi della Nasa e rarissime polaroid originali di Andy Warhol.

Nel 2023 Photology ha aperto un nuovo spazio espositivo per visite private presso Art Defender a Bologna.
Gallerie in partnership
Oltre alle proprie gallerie d'arte, Photology negli anni ha curato per numerose gallerie d’arte contemporanea internazionali mostre di fotoarte moderna e contemporanea, garantendo quindi agli artisti rappresentati la presenza in mostre personali o collettive in tutto il mondo. 
Ad oggi sono quasi 70 le mostre organizzate in più di 30 città, tra cui New York City, Denver, Los Angeles, Santa Monica, New Orleans negli Stati Uniti, Locarno, Londra, Antwerp, Zurich, Munchen, Knokke, Luxembourg, Paris in Europa e Milano, Torino, Napoli, Bologna, Roma, Brescia, Cortina, Pescara, Firenze, Rimini, Pesaro in Italia.
Fiere d’arte
Photology ha sempre garantito agli artisti rappresentati la presenza nelle principali fiere d’arte contemporanea, promuovendone l’immagine artistica nei contesti più rilevanti a livello internazionale.
Photology ha partecipato a oltre 100 manifestazioni fieristiche, tra cui Art Basel, Art Chicago, Paris Photo, Aipad New York, Armory Show New York, Forum Berlin, Arco Madrid, Arte Fiera Bologna, Artissima Torino, Miart Milano, Venezia Immagine, Roma Contemporary, SH Contemporary Shanghai, Este Arte Punta del Este.
Photology e i musei
L’impegno di Photology nel promuovere la conoscenza delle arti fotografiche si estende oltre alle attività di galleria, soddisfacendo la richiesta di mostre di arte fotografica da parte di Istituzioni e Musei internazionali e seguendo l’interesse di un pubblico allargato sempre più esigente. Photology gestisce direttamente l’organizzazione di eventi pubblici anche all’estero, collaborando con i principali curatori e garantendo assistenza in tutte le fasi della produzione.
Ad oggi Photology vanta 110 collaborazioni con Musei e Istituzioni internazionali tra cui - in Italia - Biennale Cinema Venezia; Fondazione italiana per la fotografia, Museo del Cinema e Camera a Torino; Mart Rovereto; Palazzo Mediceo Serravezza; Palazzo Ducale e Palazzo Luzzati a Genova; Museo Territorio Biella; Palazzo Re Enzo, Fondazione ANT e Fondazione del Monte a Bologna; Palazzo del Governatore, Parma; Palazzo Thiene e Gallerie d’Italia, Vicenza; Palazzo Ducale, Mantova; Palazzo Venezia, Auditorium Confindustria, Palazzo delle Esposizioni e Istituto Cervantes a Roma; Lazzaretto Ancona; Palazzo del Duca e Rocca Roverasca, Senigallia; Museo del Santo, Padova; Forte Belvedere, Firenze; Museo Capodimonte, Napoli; Kals’Art, Palermo; e ancora - all'estero - Biennale Athens, Biennale Interieur Kortrijk, Museum Mondaneum Mons, ICA Miami, Museum Ludwig Koln, Istituto di cultura italiano London, Moscow House of Photography; Festival Handicap Nantes.

## Artisti Photology
È vastissima la rete di relazioni che Photology ha sviluppato in trent’anni di collaborazioni artistiche. Le necessità di diffusione e di divulgazione internazionale in un periodo in cui internet era ancora un mezzo pionieristico, ha portato gli artisti o le loro fondazioni a ricercare un partner come Photology e a essere rappresentati per lunghi periodi in esclusiva. Da ciò le approfondite e viscerali osmosi culturali e creative, che hanno arricchito le vite di uomini e donne del nostro mondo dell’arte. 
Tra i tanti artisti rappresentati o di cui Photology negli anni ha esposto singole opere fotografiche si segnalano (in ordine alfabetico): Claudio Abate, Marina Abramovic, Ansel Adams, Nobuyoshi Araki, Diane Arbus, Richard Avedon, Gian Paolo Barbieri, Olivo Barbieri, Peter Beard, Vanessa Beecroft, Henri Cartier-Bresson, Loris Cecchini, Giacomo Costa, Mario Cresci, Gregory Crewdson, William Eggleston, Elliott Erwitt, Franco Fontana, Ron Galella, Luigi Ghirri, Mario Giacomelli, Allen Ginsberg, Nan Goldin, Gianfranco Gorgoni, Ilkka Halso, Horst P. Horst, Andrea Jemolo, Pertti Kekarainen, Andre Kertesz, Josef Koudelka, David LaChapelle, Jacques-Henri Lartigue, Din Q. le, Annie Lebovitz, Anni Leppala, Christopher Makos, Robert Mapplethorpe, Duane Michals, Richard Misrach, Carlo Mollino, Ugo Mulas, Vik Muniz, Helmut Newton, Martin Parr, Irving Penn, Jack Pierson, Pierluigi Praturlon, Herb Ritts, Alexander Rodchenko, Ed Ruscha, Sebastiao Salgado, Mario Schifano, Tazio Secchiaroli, Andres Serrano, Cindy Sherman, Malick Sidibè, Ettore Sottsass, Paul Thuile, Inez Van Lamsweerde, Vanessa Beecroft, Andy Warhol, Bruce Weber, Weegee, Edward Weston, Joel-Peter Witkin.
Tra i curatori che hanno collaborato a progetti e mostre istituzionali prodotte da Photology dal 1992 ad oggi, si citano tra i molti: Francesca Alfano Miglietti, Achille Bonito Oliva, Germano Celant, Martina Corgnati, Claudio Marra, Fabiola Naldi, Sergio Risaliti, Gianluca Marziani, Gino Gianuizzi, Martin Craciun, Maura Pozzati, Gean Moreno.

## Casa editrice Photology
Come casa editrice, Photology ha pubblicato circa 60 titoli dal 1992 a oggi, tra cui:
- Serie dei tascabili > opere su Helmut Newton, Irving Penn, Robert Mapplethorpe, Anni Leibovitz, David LaChapelle e molti altri.
- Grandi monografie > monografie su Diane Arbus, Mario Giacomelli, Pierluigi Praturlon, Loris Cecchini, Andrea Jemolo, Claudio Abate, Ettore Sottsass.
- Libri in edizione limitata firmati > opere su Mario Giacomelli e Germano Celant (2000), Claudia Cardinale (Dialogo e Fotografie, 2004), Fernanda Pivano e The Allen Ginsberg Estate (Beat Bible, 2005).
- Volumi di approfondimento culturale e tematico > tra i quali 100 al 2000 il secolo della fotoarte, Beat & Pieces fotografie e testi sulla Beat Generation, A Flash of Art sulla saga dei Paparazzi della Dolce Vita, Oltreprima sulla Fotografia dipinta nell’arte contemporanea, UAI sugli artisti italiani del ventesimo secolo.
- Libri d’artista > realizzati da Bruce Weber (1995), Jack Pierson (2002), Enzo Cucchi (2002), Nico Vascellari (2005), Christopher Makos (2008), Anni Leppala (2012), Mario Cresci (2013), Patti Smith (2017).
- Saggi e romanzi > come Biografia di uno sguardo di Pierre Assouline su Henri Cartier-Bresson e Sotto il cielo del Messico su Tina Modotti scritto da Pino Cacucci.

Segnaliamo, tra i tanti autori, scrittori, intellettuali che hanno collaborato con saggi curatoriali e introduzioni per le pubblicazioni di Photology: Diane Arbus, Corrado Benigni, Marisa Berenson, Stefano Boeri, Jolanda Bufalini, Betrice Buscaroli, Fabrizio Caleffi, Claudia Cardinale, Germano Celant, Martina Corgnati, Roberto D'Agostino, James Danziger, Richard Gere, Enrico Ghezzi, Lorand Hegyi, Calvin Klein, Sophia Loren, Jan-Erik Lundstom, Claudio Marra, Gianluca Marziani, Alberto Moravia, Giampiero Mughini, Fabiola Naldi, Hans Ulrich Obrist, Achille Bonito Oliva, Santiago Olmo, Fernanda Pivano, Maura Pozzati, Marcel Proust, Barbara Radice, Ezio Raimondi, Paolo Repetto, Sergio Risaliti, Patrich Roegiers, Kathy Ryan, Jerome Sans, Cristoph Schreier, Giuliana Scimè, Vittori Sgarbi, Ettore Sottsass, Sherril G. Sutton, Tilda Swinton, John Szarkowski, Pier Luigi Tazzi.
Le Edizioni Photology sono distribuite in Italia con contratto editoriale esclusivo da RCS Gruppo Mondadori e su Amazon.com per una diffusione internazionale. Le edizioni Photology sono state inoltre distribuite fin dagli anni '90 nei 5 continenti da Dap - U.S.A., Art Data - U.K., Interlogos - Spagna, Tower Books - Australia, Scalo - Svizzera, Fischbacher - Francia. John Rule - England. Kowasa - Giappone, Hippros - Portogallo.

## Photology Education
Area sviluppata con l’organizzazione di convegni, letture e simposi sull'arte fotografica in aziende, Musei, Università, con la partecipazione di personalità provenienti dai più disparati ambiti culturali. Dal 2001 al 2005 Davide Faccioli, fondatore di Photology, ha insegnato Fotogiornalismo all’Università La Sapienza di Roma e nel 2004 è uscito il suo primo libro Fotografia tra cronaca e arte edito da Cedam.
Tra le molte iniziative di Photology Education - con convegni, seminari e università - si citano le collaborazioni con Alberto Abruzzese, Università La Sapienza Roma; Pierre Assouline, scrittore; Paola Bergna, Photo Editor; Carlo Bertelli, Università di Mendrisio; Heinz Butler, Film Director; Pino Cacucci, scrittore; Francesco Carlà, Università La Sapienza Roma; Denis Curti, critico fotografico; Philippe Daverio, storico; Gillo Dorfles, Università di Trieste; Paolo Fabbri, Università di Venezia; Gianluca Farinelli, Cineteca di Bologna; Giusi Ferrè, giornalista; Claudio G. Fava, critico cinematografico; Enrico Ghezzi, critico televisivo; Mark Haworth Booth, Victoria Albert Museum; Natalie Leleu, Center Pompidou Parigi; Diego Mormorio, scrittore; Giampiero Mughini, scrittore; Alberto Orefice, editore; Fernanda Pivano, scrittrice; Ferdinando Scianna, fotografo; Patti Smith , poeta musicista; Ettore Sottsass, architetto; Roberto D’Agostino, scrittore; Roberto Grandi, Università di Bologna; Roberto Pinto, critico d’arte: Ugo Volli, scrittore.
Photology per il sociale
Sin dalla sua creazione Photology ha sempre avuto una particolare sensibilità sociale e per la formazione dedicata ai più deboli. 
Le occasioni per aiutare e devolvere a associazioni onlus o organizzazioni umanitarie si sono susseguite nei tre decenni di attività espositiva, iniziando con il sostenere i bambini a distanza con Baby nel Cuore, attraverso i fondi raccolti con il Museo Baraccano di Bologna, e passando per la raccolta fondi per il Dalai Lama assieme a Richard Gere e Sotheby’s Milano. Il disagio dei diversamente abili e l’aiuto da parte di Photology attraverso il decimo festival Handicap di Nantes con “Lourdes” di Mario Giacomelli. Sempre l’artista marchigiano protagonista della serie di mostre “Giacomelli for Africa” con relativo catalogo, atti alla raccolta di fondi per costruire un nuovo ospedale di Pediatria a Kimbondo in Congo. Infine l’accordo con le Scuole di Noto per Art for Kids, una serie di laboratori formativi per i ragazzi con attitudini artistiche per approfondimenti en plain air quali arte e ambiente, Land Art, fotografia e installazioni.

## Photology Film e Video
Negli anni Photology ha presentato diversi film e video in anteprima italiana, tra cui:
- Fifty Miles of Land, regia: Gianfranco Gorgoni, 1969
- Art U.S.A, regia: Gianfranco Gorgoni e Giulio Cingoli, 1977
- Solo per i tuoi occhi, regia: Alessandro Amaducci, 1996
- Salvation Armani, regia: David LaChapelle, 1997
- Mario Giacomelli a Photology, 1997
- Helmut Newton’s SUMO, regia: Julian Benedikt, 1999
- 100 al 2000 il secolo della fotoarte, regia: Enza Negroni, 2000
- Il Mondo di Luigi Ghirri, regia: Gianni Celati, 2001
- Ettore Sottsass, Il senso delle cose, regia: Heinz Butler, 2002
- Tina in Mexico, regia: Brenda Longfellow, 2002
- Frida, regia: July Taymor, 2002
- Henri Cartier-Bresson, The Impassioned Eye, regia: Heinz Butler, 2005
- Smash his Camera, regia: Leon Gast, 2010
- Infinite Joe Infinite Star, regia: Alessandro Amaducci, 2010
- Shooting Kennedy, regia: Alessandro Amaducci, 2013
- White Rain, regia: Gian Paolo Barbieri, 2014
- Franco Fontana - Master of colour, regia: Enza Negroni, 2022

## Photology Online Gallery
Photology sin dal 1997 ha aperto uno dei primi siti internet mai realizzati nel mondo dell’arte. La première è stata a Photology Milano con l’inaugurazione della mostra Cyberealismo organizzata in collaborazione con Apple. Attraverso una joint-venture con la società Artè, nel 2000 Photology lancia la prima operazione di vendita on-line di opere fotografiche sulla piattaforma Artenauta. Nel 2012, in occasione del ventesimo anniversario, Photology organizza “20 for U”, la prima mostra ad essere interamente curata su Facebook. Essere in grado di giocare con la dualità digitale e fisica è il nuovo orizzonte che deve esplorare qualsiasi attività artistica: oggi più che mai, il processo di trasformazione digitale sfida l'esperienza reale, creando mondi affascinanti e inaspettati come la nuova Photology Online Gallery, una esperienza virtuale di percorso 3D.
Dal 2020 le mostre commerciali prodotte da Photology, un tempo visitabili fisicamente, sono infatti fruibili unicamente sul web su Photology Online Gallery, permettendo così a un pubblico sempre più ampio di ammirare e acquistare online le più disparate opere fotografiche. La piattaforma 3D è disponibile con un sistema di navigazione semplice e intuitivo, che permette agli utenti di muoversi all’interno di uno spazio virtuale del tutto realistico, dove i lavori esposti possono essere ingranditi, guardati nei dettagli e visti da varie angolazioni.
Queste le mostre virtuali fino ad oggi realizzate: 
- Tazio Secchiaroli - Fellini At Work (settembre 2020, online exhibition)
- Luca Campigotto, Gregory Crewdson, Franco Fontana, Richard Tuschman - Hopperiana (dicembre 2020, online exhibition)
- Gianfranco Gorgoni - Gorgoni Art U.S.A. (marzo 2021, online exhibition)
- Martin Parr - Back to the beach (giugno 2021, online exhibition)
- Ron Galella - Exclusive Diary (settembre 2021, online exhibition)
- Luca Vitone - Romanistan (dicembre 2021, online exhibition)
- Generation Beat – Photographic Art by Allen Ginsberg (marzo 2022, online exhibition)
- Franco Fontana - Seascapes (giugno 2022, online exhibition)
- Photology 30 – The choice in photographic arts (settembre 2022, online exhibition)
- Silvia Camporesi – Mirabilia (dicembre 2022, online exhibition)
- Mario Schifano – Paesaggi TV (giugno 2023,  online exhibition)
- Claudia Cardinale & Alberto Moravia – Dialogue & Photographs Reloaded (settembre 2023, online exhibition)
- Julia Bornefeld - On Fire (dicembre 2023, online exhibition)